# Sidney (Nueva York)
Sidney es un pueblo ubicado en el condado de Delaware en el estado estadounidense de Nueva York. En el año 2000 tenía una población de 6109 habitantes y una densidad poblacional de 23 personas por km².

## Geografía
Sidney se encuentra ubicado en las coordenadas 42°18′29″N 74°33′11″O / 42.30806, -74.55306.

## Demografía
Según la Oficina del Censo en 2000 los ingresos medios por hogar en la localidad eran de $30 078, y los ingresos medios por familia eran $35 351. Los hombres tenían unos ingresos medios de $28 168 frente a los $25 014 para las mujeres. La renta per cápita para la localidad era de $16 335. Alrededor del 14,3 % de la población estaban por debajo del umbral de pobreza.